# Euphoresia egregia
Euphoresia egregia är en skalbaggsart som beskrevs av Moser 1917. Euphoresia egregia ingår i släktet Euphoresia och familjen Melolonthidae. Inga underarter finns listade i Catalogue of Life.